# Таран Олег Анатолійович
Оле́г Анато́лійович Тара́н (нар. 11 січня 1960, Покров, Дніпропетровська область, Українська РСР, СРСР) — український футбольний тренер. У минулому — радянський та український футболіст.

## Кар'єра гравця

### Клубні виступи
Вихованець ДЮСШ м. Орджонікідзе та київського спортінтернату (з 1973).
З 1977 році прийшов до київського «Динамо», в якому виступав здебільшого за дублюючий склад, протягом 1978—1980 лише 6 разів виходив на поле у складі основної команди клубу. 1980 року переїхав до Одеси, де виступав за «Чорноморець», а згодом (в рахунок виконання військової повинності у збройних силах СРСР) — за місцевий СКА. Завершив службу у збройних силах у 1982 році, виступаючи за ЦСКА (Москва).
1983 року переходить до дніпропетровського «Дніпра», у складі якого проводить найкращі 6 сезонів своєї футбольної кар'єри, стає чемпіоном СРСР (1983) та володарем звання «Футболіст року України» (1983), срібним призером (1987) та двічі бронзовим призером (1984 та 1985) першості СРСР. Загалом у ці роки у складі «Дніпра» проводить 134 матчі, відзначається 45 забитими голами. 1988 року отримує травму, після відновлення грає здебільшого за дублюючий склад, а наступного року переходить до запорізького «Металурга», який виступає у першій лізі чемпіонату СРСР.
1990 року переїздить до Марокко, де стає чемпіоном країни у складі команди ВАК з Касабланки. По завершенні сезону в Марокко, повертається до «Металурга» (Запоріжжя), подальші виступи у якому перериваються періодами гри за кордоном — у складі ізраїльського «Хапоель Цафрірім» 1991 року та шведського «Маркарюдса» у 1992. Згодом виступає в аматорських клубах «Енергія» з Нової Каховки та німецькому «ТСВ Елтінген». 1994 року повертається до «Дніпра» та проводить у його складі останні 7 матчів своєї професійної кар'єри як гравця.

### Виступи за збірні
Виступав за збірні команди СРСР на юнацькому (до 17 років) та юніорському (до 19 років) рівнях. У 17 років здобув бронзу юнацького чемпіонату Європи, а наступного року разом зі збірною СРСР виграв аналогічний турнір. 1979 року став срібним призером юніорського чемпіонату світу, перемогу на якому здобула юніорська збірна Аргентини, у складі якої виступав Дієго Марадона.

## Кар'єра тренера
По завершенні виступів у складі «Дніпра» залишається у команді як помічник головного тренера, позицію якого обіймають Олександр Лисенко, а згодом німецький спеціаліст Бернд Штанге. 1997 року розпочинає власну кар'єру на посаді головного тренера — приймає криворізький «Кривбас». У першому сезоні під керівництвом Тарана команда займає 8-ме місце у чемпіонаті України, а у двох наступних поспіль — виграє бронзові нагороди чемпіонату, здобуваючи право участі у Кубку УЄФА.
По ходу сезону 2000—2001 тренер переїздить до Запоріжжя, де очолює знайомий з часів кар'єри як гравця «Металург». Наступного сезону приводить команду на 4-те місце в чемпіонаті України, після чого полишає клуб. Згодом працює помічником тренера в Чехії, 2003 року деякий час очолює тренерський штаб «Слована» з Братислави, після чого на деякий час полишає тренерську роботу.
2007 року повертається до «Кривбаса», де протягом наступних 3-х сезонів успішно вирішує значно менш амбіційне ніж наприкінці 1990-х завдання — утримує команду у вищій лізі чемпіонату України. Після провальної осінньої частини сезону 2009—2010, по результатах якої команда знаходилася на останньому рядку турнірної таблиці, маючи в активі лише 7 очок після 16 ігор, Тарана було звільнено з посади головного тренера клубу.
За 2,5 роки, у липні 2012, знову повернувся до «Кривбаса», утретє очоливши тренерський штаб команди, цього разу як виконувач обов'язків головного тренера. 19 травня 2013 року подав у відставку в зв'язку з невизначенністю подальшої долі криворізького клубу. 28 жовтня 2013 року призначений головним тренером запорізького «Металурга», у якому працював до 7 листопада 2014 року.
Влітку 2018 був призначений головним тренером новоствореного МФК Металург. Перед Олегом Тараном стояла амбіційна мета — вийти у Першу Лігу. Наприкінці сезону команда посіла інше місце, яке не гарантувало автоматичне підвищення у класі, проект давала можливість поборотися у перехідних матчах. Але, на жаль, за сумою двох матчів проти ФК «Агробізнес» — 1:4, запоріжці мали попрощатися з Першою лігою, а талановитий тренер із роботою у клубі.

## Досягнення

### Як гравця
- Чемпіон СРСР: 1983;
- Чемпіон Марокко: 1990;
- Володар кубка федерації футболу СРСР: 1986
- Срібний призер чемпіонату СРСР: 1987;
- Бронзовий призер чемпіонату СРСР (2): 1984 та 1985;
- Чемпіон Європи (U-18): 1978
- Срібний призер молодіжного чемпіонату світу 1979;
- Бронзовий призер юнацького чемпіонату Європи 1977;
- Футболіст року України: 1983

### Як тренера
- Бронзовий призер чемпіонату України (2): 1998–1999 та 1999–2000.